# 博内拉泰岛
博内拉泰岛（Pulau Bonerate；印度尼西亚语：Kabupaten Selayar；荷兰语：Saleijer）位于印度尼西亚中南部萨拉亚尔群岛的一座岛屿，属于南苏拉威西省萨拉亚尔群岛县管辖。

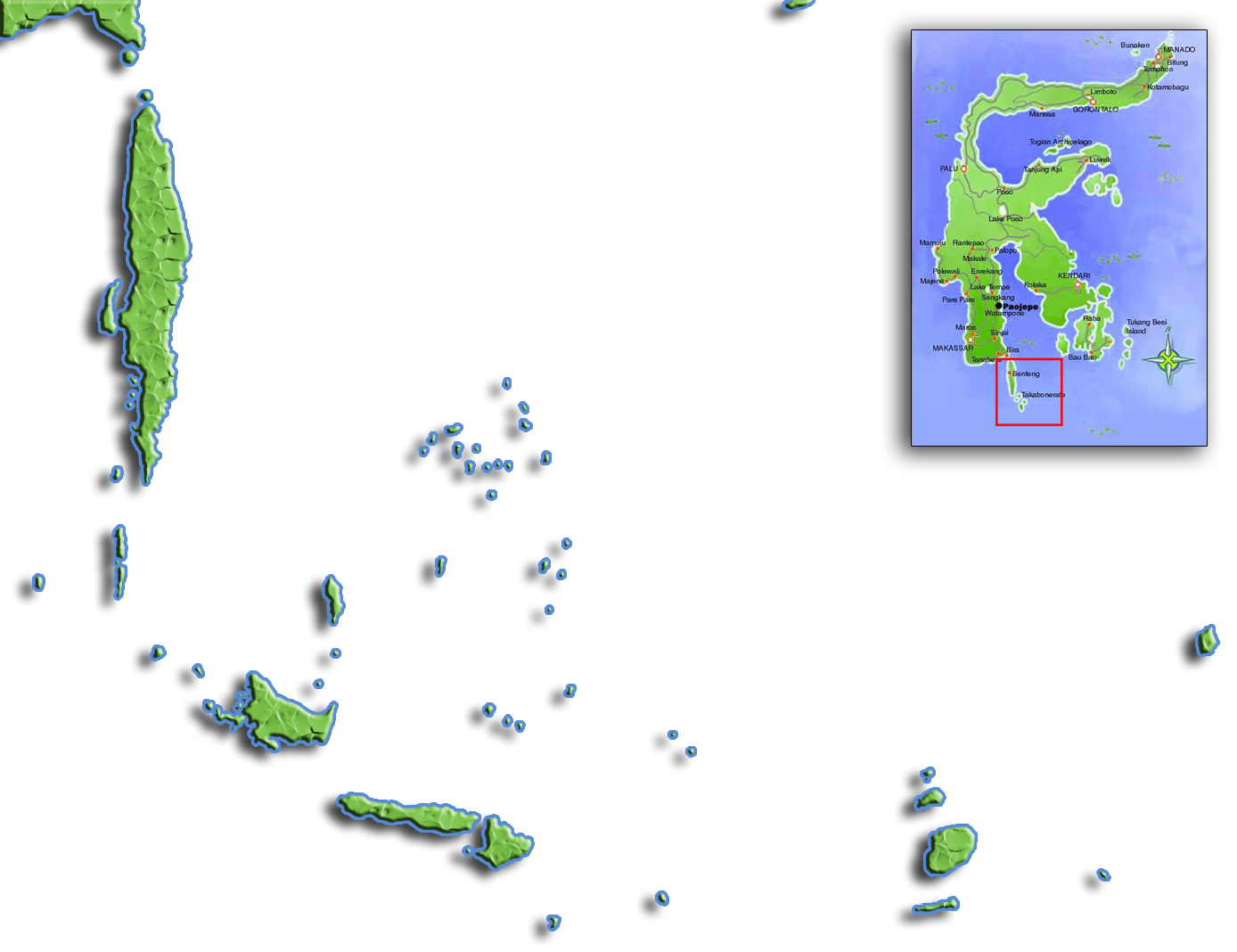
显示岛屿位置的地图